# David Mohed
David Ivan Mohed, född 10 maj 1896 i Stigtomta socken i Södermanlands län, död 13 januari 1975 i Nyköping, var en svensk målare och tecknare. 
Han var son till stenhuggaren Erik Karlsson och hans hustru Anna samt bror till Valdemar Mohed. Han studerade vid Konsthögskolan i Stockholm 1922–1923. Han medverkade med ett antal akvareller i Sveriges allmänna konstförenings vårsalong på Liljevalchs konsthall 1934 och i Liljevalchs höstsalong. Separat ställde han bland annat ut i Nyköping och på Lilla Ateljén i Stockholm. Hans konst består av sagomotiv, religiösa motiv samt landskapsskildringar från  Dalarna och Södermanland utförda i akvarell, pastell eller svartkritteckningar. Mohed är representerad vid Moderna museet i Stockholm och Nyköpings kommuns bildarkiv.  